# ロックビル (メリーランド州)
ロックビル（英: Rockville）は、アメリカ合衆国メリーランド州のモンゴメリー郡にある都市。同郡の郡庁所在地である。ワシントン・ボルチモア・北バージニア広域都市圏に属する。人口は6万7117人（2020年）で、メリーランド州ではボルティモアとフレデリックに次いで3番目に人口の多い都市である。
ロックビルは隣接するゲイザースバーグやベセスダと共に、州間高速道路270号線技術回廊の中核であり、多くのソフトウェア会社やバイオテクノロジー会社の他に連邦政府の施設もある。また幾つかの大型ショッピングセンターがあり、モンゴメリー郡では小売業の主要中継点となっている。

## 歴史
ロックビルはピードモント台地にあり、ロック・クリーク、キャビン・ジョン・クリークおよびワッツ・クリークの3本のクリークが走っている。紀元前8000年頃には半遊牧型先住民の優れた居住地だった。紀元前1000年までにヒマワリや湿地ニワトコなどの植物相を用いた定着型の農業社会が始める集団があった。紀元後1200年には、後の考古学者によって「モンゴメリー・インディアン」と名付けられた集団が、北のペンシルベニアやニューヨークから流れてきたセネカ族やサスケハノック族との紛争に巻き込まれるようになった。現在のロックビル市内では6カ所の前史史跡が発見されて文書化されており、数千年前の人工物が発掘されている。西暦1700年までにヨーロッパからの植民者に押されて、これら先住民の大多数はこの地から追い遣られた。
先住民はシネカ・トレイルと呼ばれる道を高台に造り、これが現在のロックビル中心街になっている。後にメリーランド州議会が主要大通りの標準道幅を20フィート (6.1 m) に設定し、ロック・クリーク・メイン道路やグレート道路をこの標準で造られるよう指定した。1700年代半ばに、ローレンス・オーウェンがこの道路沿いに小さな宿屋を開いた。この宿はオーウェンズ・オーディナリーと呼ばれ、1755年4月14日にエドワード・ブラドック少将が泊まったことで有名になった。ブラドックは西部フロンティアに対するイギリスの領有権を確保するためにジョージタウン（現在のワシントンD.C.)から出発した遠征隊を率いていた。現在のロックビル・パイクに近いこの道路は戦略的に一年中乾燥している高台に置かれた。
ロックビル地域で最初の土地特許は1717年から1735年の間にアーサー・ネルソンが取得したものだった。その後30年の間に、ロックビルの中心となる所に最初の恒久的建造物が造られた。当時はプリンスジョージズ郡の一部であり、ダニエル・デュラニーのフレデリック・タウン（現在のフレデリック市）が成長したことで、プリンスジョージ郡の西半分が分離されることになり、1748年にフレデリック郡ができてロックビルもこの中に入った。
初期のロックビルはまだ小さく未編入の町であり、オーウェンズ・オーディナリー、ハンガーフォーズ・タバンおよびデイリーズ・タバンなど様々な名前で呼ばれた。最初にこの開拓地が記録に残されたのは1755年のブラドック遠征隊の時だった。この年4月14日、ブラドック将軍に率いられた約2,000名の兵士の一人が、「我々は1軒の家であるオーウィングスあるいはオーウィングス・オーディナリーまで行軍した。18マイル (29 km) あり大変ほこりっぽかった。」と記した。オーウェンズ・オーディナリーは、ジョージタウンからフレデリック・タウンまで伸び、当時のメリーランド植民地では最大級の大通りだったロック・クリーク・メイン道路（後のロックビル・パイク）沿いにある小さな休憩所だった。
1776年9月6日、メリーランド邦憲法制定会議で、メリーランドでは最大かつ最も人口の多い郡であるフレデリック郡を3つに分けるという、トマス・スプリッグ・ウットンが提案した案を可決した。ロックビルが入っている南部はモンゴメリー郡と名付けられた。この新しい郡で最も人口が多く繁栄していた町はジョージタウンだったが、その場所が郡の南端からは遙かに遠かったので、地方政府を置く場所としては使えなかった。ロックビルは小さな町だったが、新郡の中心にあり旅行者の行き交う町だったので郡庁所在地に選ばれた。このために町はモンゴメリー・コートハウスと呼ばれるようになった。

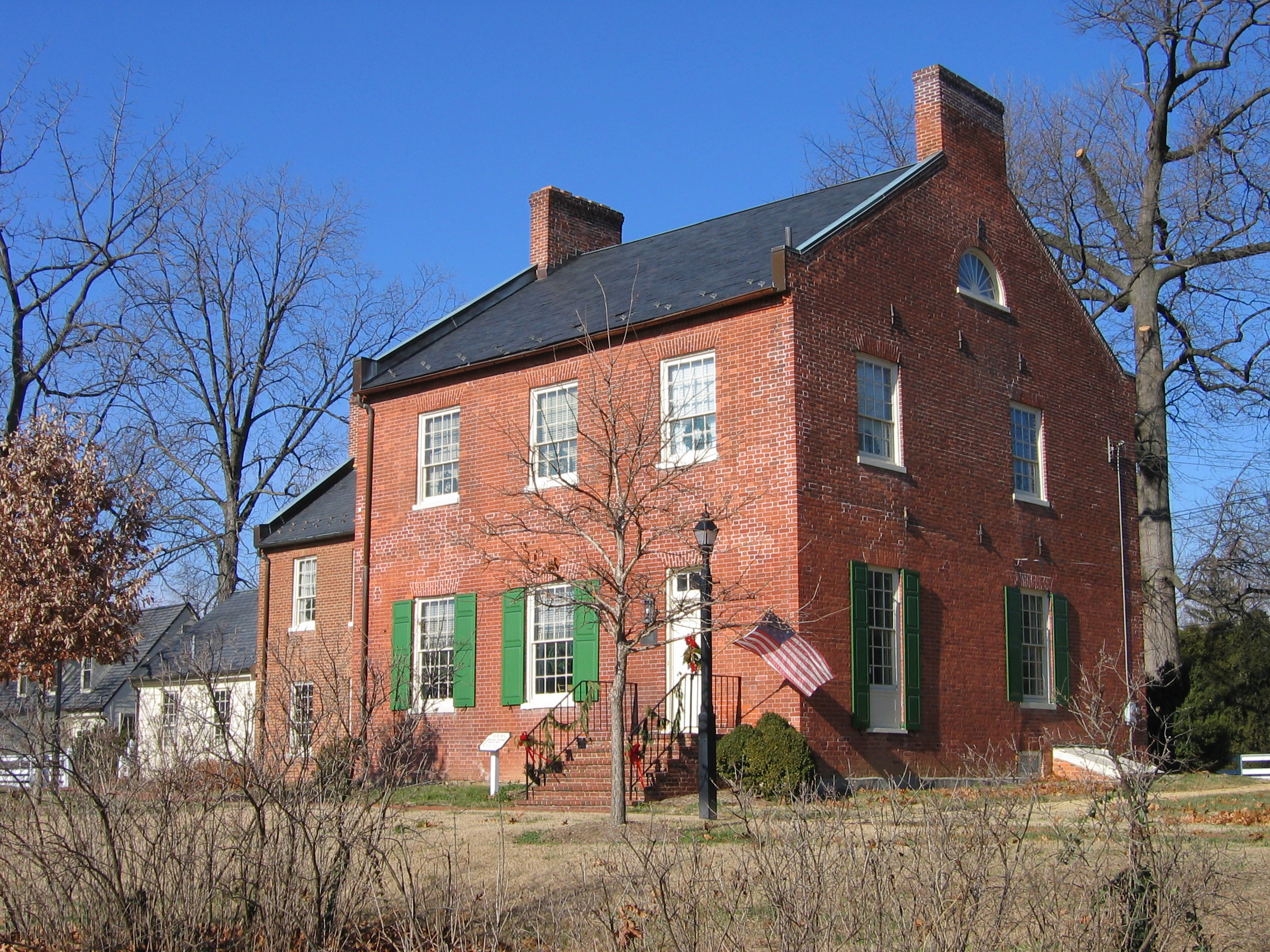
ロックビル中心に近いウェストモンゴメリー・アベニューにあるビール・ドーソンの家、1815年建設、モンゴメリー郡庁舎の事務官アプトン・ビールが所有していた。

1748年、地元の土地所有者ウィリアム・プラサー・ウィリアムズが町の区画を決めるために1人の測量士を雇用した。このウィリアムズに因んで多くの者は町をウィリアムズバーグと呼んだ。しかし、実際にはウィリアムズバーグとモンゴメリー・コートハウスのどちらもが使われた。モンゴメリー郡が創られ、そのごジョージタウンがコロンビア特別区を造るために割譲されると、ロックビルの存在感が増した。
1803年7月16日、この地域は公式に郡の土地登記簿に載ったが、使われた名前は「ロックビル」であり、ロック・クリークから名付けられたと考えられた。それでもモンゴメリー・コートハウスという名前は1820年代まで地図や文書上で使われ続けた。
ロックビルで最古の現存する建物はノースアダムズ通り5番にある。この区画は1972年に76番区画として販売され、家が建てられた。1860年と1880年にはさらに増築が行われた。最近の改修は1974年のことだった。現在ある家の最古の部分は通りに一番近いところにあり、事務所として使われている。
メリーランド州議会はロックビル住人の請願に応じて1860年3月10日にこの町を自治体に編入した。南北戦争のとき、北軍のジョージ・マクレラン将軍が1862年にビール・ドーソンの家に滞在した。さらに南軍のJ・E・B・スチュアート将軍と8,000名の南軍騎兵隊が、ゲティスバーグに向かう途中の1863年6月28日に行軍してきてロックビルを占領し、スチュアートはプリティマンの家に泊まった。南軍のジュバル・アーリー将軍もワシントンD.C.攻撃への行きと帰りでメリーランドのこの当たりを横切った。
1873年、ボルチモア・アンド・オハイオ鉄道がロックビルを通り、ワシントンD.C.へのアクセスが良くなった。1891年7月、テネリータウン・アンド・ロックビル鉄道がロックビルでは初のトロリー電車を運行し、ウェスタン・アベニューとウィスコンシン・アベニューにあるテネリータウン鉄道駅とジョージタウンとを結んだ。

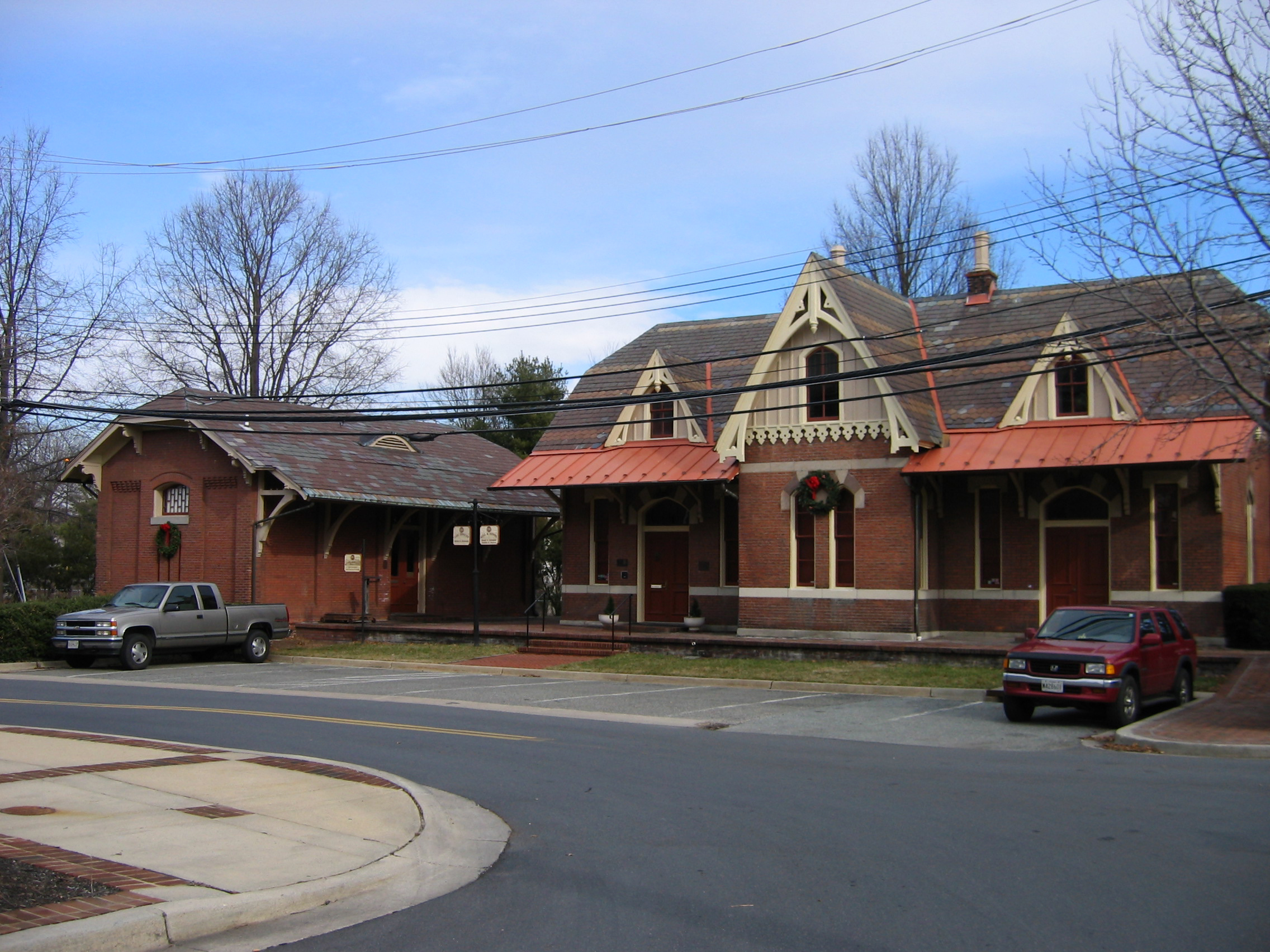
ボルチモア・アンド・オハイオ鉄道のロックビル駅、1873年建設

ジョージタウンとロックビルを繋いだことで、ロックビルからワシントンD.C.までトロリー電車で繋がれた。トロリー電車は40年間運行されたが、自動車の隆盛と共にその運命を終え、1935年8月に廃止された。1924年から1955年まではロックビルとモンゴメリー郡内とを結ぶバス便をブルーリッジ交通会社が運行した。1955年以降1970年代まで、公共交通インフラを整備する動きは無かった。その後、ワシントン都市圏交通公社がワシントンメトロをロックビルまで延伸し、モンゴメリー郡内にはメトロバスを運行した。ワシントンメトロのロックビル駅は1984年12月15日に営業を開始した。メトロバスは1979年に運行を開始したモンゴメリー郡独自のライドオン・バスで補われた。メリーランド通勤鉄道はブランズウィック線の運行を開始した。ワシントンD.C.のユニオン駅を起点にロックピル経由でフレデリックやマーティンズバーグ（ウェストバージニア州）を結んだ。アムトラックはさらに遠方のシカゴを結んだ。
F・スコット・フィッツジェラルドが1940年12月に死去したとき、ロックビル・ユニオン墓地に埋葬された。
冷戦期間、ワシントンD.C.への仮想核攻撃のときに市内を明けるよりもロックビルに留まる方が安全と考えられた。グレンビュー邸宅の最大のもの他15カ所に防空壕が建設された。州間高速道路270号線は緊急用飛行場として考案された。1970年代半ばにはナイキ・ミサイル発射場2カ所がマッディ・ブランチ道路とスヌーファー学校道路沿いに設けられた。
1960年代以降、元は地域の商業中心だったロックビル中心街は衰退を始めた。地域再生の試みでロックビル・モールが造られたが、大きな小売店も消費者も惹き付けられずに1994年に解体された。中心街再生の努力は続けられたが、ロックビルの経済活動の大半はロックビル・パイク沿いに移されてきた。2004年、ロックビル市長ラリー・ジアモがロックビル・タウンスクェア再生の計画を発表した。これには新しい店舗や住宅の建設と、市立図書館の移転が含まれていた。近年、新しいロックビル中心街が形成され、多くのブティック風店舗やレストラン、集合住宅やアパート、さらには劇場、噴水およびロックビル図書館が造られた。アメリカ合衆国公衆衛生局の本部がモントローズ道路にあり、アメリカ合衆国原子力規制委員会の本部も市内にある。
ロックビル市は隣接するケンジントンの町や、未編入の国勢調査指定地域であるノースベセスダと密接な関わりがある。音楽と演劇の会場であるストラスモア音楽センターが2005年2月にノースベセスダで開館し、現在はボルティモア交響楽団の第2の本拠地となっている。ロックビル市民センター公園にあるフィッツジェラルド劇場は1960年以降様々な演目を上程している。1998年中心街にリーガル・シネマズがオープンした。

## 地理
ロックビルは北緯39度5分1秒 西経77度8分54秒 / 北緯39.08361度 西経77.14833度に位置する。アメリカ合衆国国勢調査局による報告では、ロックビルの市域全面積は13.4平方マイル (34.8 km2)、この大半が陸地であり、大きな水域は無い。

## 人口動態
以下は2000年の国勢調査による人口統計データである。
| 基礎データ - 人口: 47,388人（2005年では53,710人） - 世帯数: 17,247世帯（2005年では21,895世帯） - 家族数: 12,003家族 - 人口密度: 1361.7人/km2（3524.1人/mi2） - 住居数: 17,786軒 - 住居密度: 511.1軒/km2（1322.7軒/mi2） 人種別人口構成 - 白人: 67.78% - アフリカン・アメリカン: 9.11% - ネイティブ・アメリカン: 0.34% - アジア人:14.83% - 太平洋諸島系: 0.03% - その他の人種: 4.78% - 混血: 3.13% - ヒスパニック・ラテン系: 11.67% 年齢別人口構成 - 18歳未満: 23.4% - 18-24歳: 7.0% - 25-44歳: 32.1% - 45-64歳: 24.4% - 65歳以上: 13.1% - 年齢の中央値: 38歳 - 性比（女性100人あたり男性の人口） - 総人口: 95.2 - 18歳以上: 92.2 | 世帯と家族（対世帯数） - 18歳未満の子供がいる: 33.0% - 結婚・同居している夫婦: 56.6% - 未婚・離婚・死別女性が世帯主: 9.5% - 非家族世帯: 30.4% - 単身世帯: 23.8% - 65歳以上の老人1人暮らし: 8.9% - 平均構成人数 - 世帯: 2.65人 - 家族: 3.13人 収入と家計 - 収入の中央値 - 世帯: 86,085米ドル - 家族: 98,257米ドル - 性別 - 男性: 53,764米ドル - 女性: 38,788米ドル - 人口1人あたり収入: 30,518.米ドル - 貧困線以下 - 対人口: 7.85% - 対家族数: 5.6% - 18歳未満: 8.9% - 65歳以上: 7.9% |  |

ロックビルはメリーランド州の中でも最大級の中国人社会がある。国勢調査に拠ればアジア人人口構成比が27.59％あるノースポトマックや15％近くあるポトマックに加えて、2000年統計ではノースポトマック人口の14.5％が中国人子孫となっている。本土中国と台湾出身者の曖昧な定義や民族として複雑な事情によって、この数字はもっと高くなる可能性もある。モンゴメリー郡公共教育学区の入学者統計では、モンゴメリー郡の2つの高校の中でもロックビルにあるトマス・S・ウットン高校でのアジア系民族は32.1％と高く、ポトマックのウィンストン・チャーチル高校でも23.0％となっている。ノースポトマックやポトマックがメリーランド州内でも高いアジア人構成比率を示しているが、この地域は住宅地である。よって商業中心としてあるロックビルは、モンゴメリー郡郡庁所在地であり、ロックビル・パイクにそって中産階級や高級住宅地域に加えて大きな経済活動があるので、中国人や台湾人の商業中心になってきた。特に台湾からの移民が集中しているので、「リトル・タイペイ」とも見られている。
ロックビルはワシントンD.C.都市圏の中でもユダヤ人が多い場所であり、幾つかのシナゴーグ、ユダヤ料理レストランがあり、またワシントンD.C.地域にある3つのユダヤ人社会施設の中でも最大のものがあって、そこには老人ホーム、全日制学校（チャールズ・E・スミス・ユダヤ人全日制学校）、劇場および教育施設が入っている。ノースポトマックやポトマックの周辺地域にもユダヤ人が多く住んでおり、大半は住宅であって、ロックビルほど商業のためではない。ロックビルには他にも朝鮮人やインド人が多く住んでいる。

## スポーツ
ロックビルは以下のスポーツチームが本拠地にしている。
- メリーランド・ナイトホークス、プレミア・バスケットボール・リーグ
- ロックビル・イクスプレス、カル・リプケン・シニア・カレッジ・ベースボール・リーグ、2007年にリーグ優勝

## 市政
ロックビルは市政委員会方式を採用している。
現在のロックビル市長はフィリス・マーカッチオである。2009年11月22日に就任した。
市政委員会は4人の委員からなり、市長と共に市の立法機能を果たしている。
シティ・マネジャーが次の部局を管轄している。
- 地域社会計画開発
- 財政
- 人的資源
- 情報および技術
- 警察
- 公共事業
- リクリエーションと公園[8]

警察業務はロックビル市警察局が行い、モンゴメリー郡警察局の支援を受けている。

## 教育
ロックビルの公共教育はモンゴメリー郡内公共教育学区が管轄している。
高等教育機関としてはモンゴメリー・カレッジのロックビル・キャンパス、メリーランド大学ユニバーシティ・カレッジ（主キャンパスはアデルフィ）、およびジョンズ・ホプキンス大学のモンゴメリー郡キャンパスがある（主キャンパスはボルティモア）。またメリーランド州で公立の学位認定施設9カ所が協同するユニバーシティーズ・アト・シェイディ・グローブの本部もある。

## 交通

### 鉄道
アムトラックとメリーランド通勤鉄道ブランズウィック線のロックビル駅はサウス・ストーンストリート・アヴェニュー307にある。
ロックビル駅に停車するアムトラックの列車は以下の通り。
シカゴとワシントン間の夜行長距離列車キャピトル・リミテッド号…1日1往復停車
ロックビル駅に停車するMARCの発着路線は下記の通り。
マーティンズバーグとワシントン間のブランズウィック線…平日のみ運行
隣にワシントンメトロレッドラインのロックビル駅が所在している。ロックビル駅はハンガーフォード・ドライブ沿いパーク道路に近い所のハンガーフォード・ドライブ251にある。市内にはツインブルック駅も所在している。ロックビル・パイクとハルパイン道路の近くチャップマン・アヴェニュー1600にある。

## 姉妹都市
ロックビルは2つの都市と姉妹都市提携を結んでいる。
- ドイツ、シュレースヴィヒ＝ホルシュタイン州、ピンネベルク[15]
- 中華人民共和国 浙江省 嘉興市[16]